# Vespa 50

Vespa 50 N

Vespa 50 Special

Die Vespa 50 ist ein Motorroller von Piaggio, der von 1963 bis in die 1990er Jahre hergestellt wurde und über vier Millionen Mal verkauft wurde. In Italien durften einsitzige Fahrzeuge mit bis zu 50 cm³ Hubraum ohne Führerschein von Jugendlichen ab 14 Jahren gefahren werden – Piaggio entwickelte deshalb die Vespa 50, um diesen aufstrebenden Markt zu bedienen.
Basis für die Vespa 50 bildete das als Vespa 90 entwickelte, ebenfalls 1963 vorgestellte Smallframe-Modell. Die Vespa 50/90 ergänzte das Modellprogramm unterhalb der damals aktuellen Modellreihen mit 125 bis 160 cm³.

## Smallframe
Die kleine Modellreihe, allgemein als „Smallframe“ bezeichnet, wurde auf der Basis der Erfahrungen mit den hubraumstärkeren Modellen, vollständig neu entwickelt. Der aus Blechschalen punktgeschweißte selbsttragende Rahmen wurde erheblich kleiner und leichter, es gab nur eine kleine Klappe als Zugang zum Motor. Im Zuge der Modellüberarbeitung 1965 wurde die kleine Baureihe um ein 125 cm³-Modell ergänzt („Vespa 125“, ab 1967 „Vespa 125 Primavera“) – die Serviceklappe auf der rechten Seite wurde bei allen Smallframe-Modellen vergrößert.
Um auch sportlichere Vespas im Programm zu haben, wurden die Sportmodelle 50SS/90SS (1965–71), 50 Sprinter (1971–73) und 50SR (1975–79) entwickelt.

## Technik
Der Motor folgte im Wesentlichen den Vorgaben der größeren Versionen, einzig der Zylinder wurde um 45° geneigt. Auch er ist ein drehschiebergesteuerter Zweitakter.
Da der Motor ursprünglich für einen fast doppelt so großen Hubraum konstruiert wurde, führten der große Ansaugweg, das hohe Kurbelgehäusevolumen und die große Schwungmasse bei den Drosselversionen in seiner Klasse zu mäßigen Leistungsniveau und Drehfreudigkeit – doch bot man mit diversen Kleinkraftrad-Varianten (50S, 50SS, 50 Sprinter und 50SR) erheblich mehr Leistung und Endgeschwindkeit- alle mit Dreikanalzylindern, größeren Vergasern und geänderter Getriebprimärübersetzung; ab der 50SS waren die Kleinkraftrad-Modelle mit zigarrenförmigen Auspuff und zuletzt bei der 50SR sogar mit Aluzylinder ausgestattet.
Der Nachteil des „überdimensionierten“ Motorblocks bot und bietet auf der anderen Seite für diese Hubraumklasse ungewohnte Möglichkeiten zur Leistungssteigerung, da sämtliche Komponenten und Tuningteile der 125 cm³-Modelle im gleichen Motorgehäuse verbaut werden können und sogar unter Beibehaltung der originalen Kurbelwelle der Hubraum durch Tuningzylinder mehr als verdoppelt werden kann.
Die Konstruktion blieb bis in die 1990er Jahre im Modell PK 50 in Produktion. Der Motor bildet auch die konstruktive Basis für den Antrieb der Leichtnutzfahrzeuge der Baureihe Ape 50.
50 cm³-Motorroller durften und dürfen in Italien von Fahrern erst ab 18 Jahren zu zweit gefahren werden, daher haben 50er für den italienischen Markt und die Zielgruppe „Jugendliche unter 18 Jahren“ eine sogenannte Monositzbank.

## Modellvarianten
Es gibt unter anderem folgende Modellvarianten:
- Vespa 50 N (Einfache Trittleisten aus Gummi)

- Vespa 50 L (nur für den italienischen Markt / Trittleisten aus gezogenen Aluprofilen mit Gummieinlage, Kotflügelfinne, sowie ein Chromlampenring)

- Vespa 50 R (Nachfolger der 50 N)

- Vespa 50 S (Vmax 60 km/h, Vespa 50-Lenker mit Rundlichtscheinwerfer + 2 Lenkerendblinkern)

- Vespa 50 SS (Sondermodell, Vmax 75 km/h, schmaler Lenker, Beinschild + Kotflügel, kurzer Radstand, tankartiges Werkzeugfach zwischen Sitzbank/Lenker, längs stehendes Ersatzrad), auch als 90SS

- Vespa 50 Sprinter (Sondermodell, Vmax 68 km/h, Vespa 50N-Lenker mit Rundlichtscheinwerfer/Lenkerendblinkern, nur in D)

- Vespa 50 SR (Sondermodell, Vmax 72 km/h, 125 PV-Lenker mit Rundlichtscheinwerfer/Lenkerendblinkern, nur in D)

- Vespa 50 Special (Doppeltrapezscheinwerfer, 2 Lenkerendblinker und 6 V-Elektrik)

- Vespa 50 Special (Doppeltrapezscheinwerfer, Klappe in der linken Seitenbacke, 4fach-Blinkanlage und 12 V-Elektrik)

- Vespa 50 Special Elestart (Doppeltrapezscheinwerfer, Dynastart-Generator statt Kickstarter)

In Deutschland wurden alle 40 km/h-Versionen (Vespa 50 L und Vespa 50 R) unter der Bezeichnung 50 N typisiert und waren gemäß den deutschen Zulassungsvorschriften mit Tacho, Bremslicht sowie Typenschildern im Durchstieg ausgestattet.

## Gebrauchtmarkt
Vespa 50-Typen für den deutschen Markt unterscheiden sich von für den italienischen bestimmten Maschinen: diesen fehlen Tacho, Bremslicht und Typenschild und haben vierstrahlige Bremstrommeln mit 9 Zoll-Rädern. Für den Betrieb italienischer Fahrzeuge in Deutschland gilt daher kein „Bestandsschutz“, das Nachrüsten von Tacho und Typschild und die anschließende Einzelabnahme nach §21 StVZO, z. B. bei der GTÜ oder anderen Technischen Diensten, sind erforderlich, um beim Straßenverkehrsamt eine deutsche Betriebserlaubnis erlangen zu können. Das Fahren mit italienischen oder anderen nicht-deutschen Papieren ist, anders als häufig behauptet, illegal. Da keine Betriebserlaubnis vorliegt, führt dies auch zum Erlöschen des Versicherungsschutzes, auch wenn beim Anmelden bei der Versicherung die ausländischen Papiere vorgelegt wurden.
Sammlerstücke können anhand der Seriennummer, Motornummer, Lackfarben leicht erkannt werden und erreichen im Gegensatz zu mangelhaft restaurierten Fahrzeugen hohe Preise.
Der Ersatzteilmarkt wird gut bedient, es gibt viele Drittanbieterteile - Originalteile gibt es häufig noch wo technische Komponenten identisch sind mit länger produzierten Modellen wie PK und Ape.

## Verbreitung
Die Vespa 50 war ein großer Erfolg für Piaggio. Da sie steuerfrei und in vielen Ländern – auch im Heimatmarkt Italien – ohne Führerschein betrieben werden konnte, erfreute sie sich besonders unter Jugendlichen großer Beliebtheit.
Auch heute ist die Vespa 50 durch ihre klassische Form ein beliebtes Sammler- und Liebhaberobjekt. Es gibt etliche Werkstätten, die sich auf die Reparatur und Restaurierung dieses und einiger anderer Typen spezialisiert haben.
Durch die millionenfache Verbreitung der kleinen Baureihen gibt es einen reichhaltigen Zubehörmarkt, der für eine problemlose Ersatzteilversorgung sorgt.